# بابيلساغ

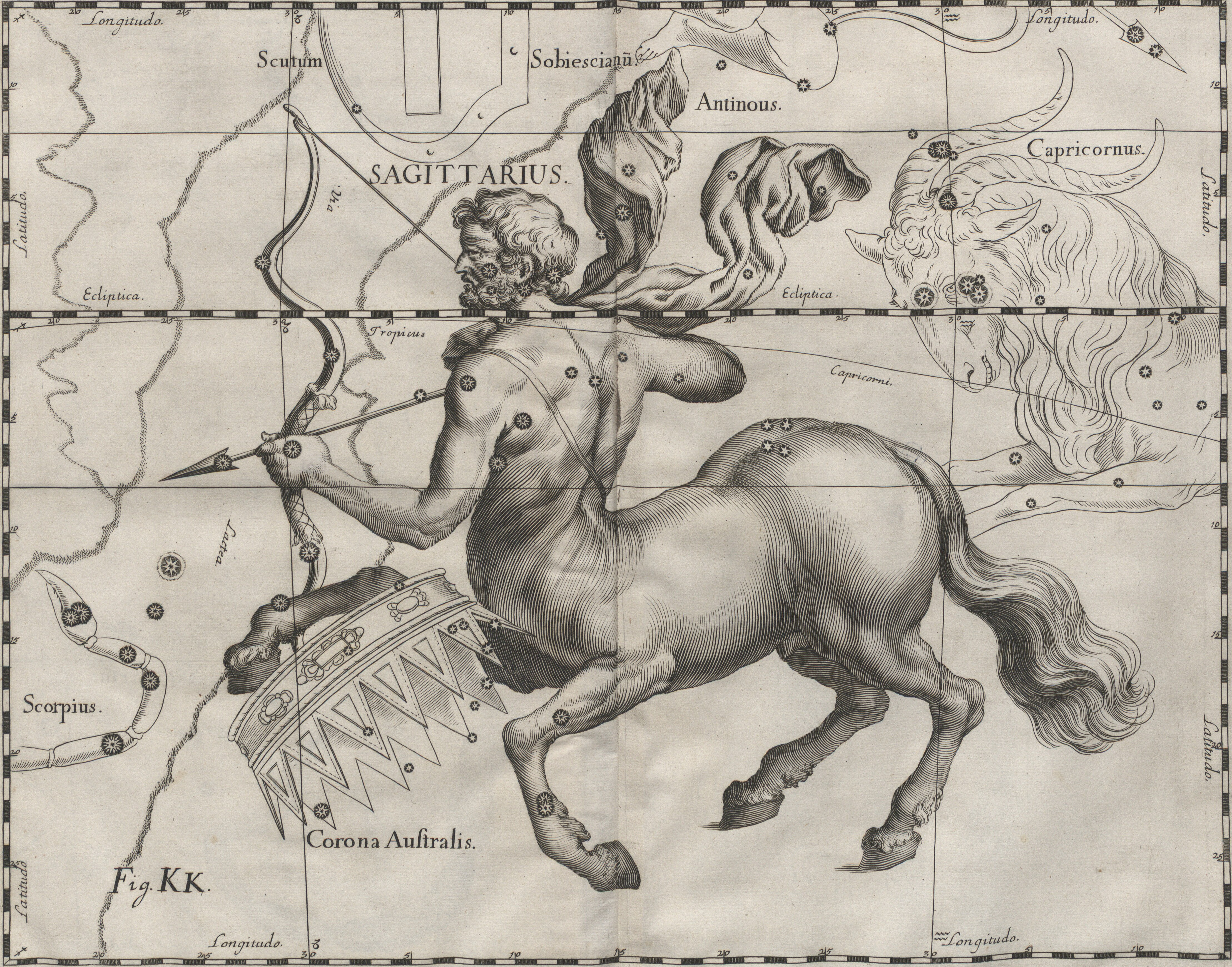
إن: برج القوس من أورانوجرافيا بواسطة يوهانس هيفيليوس. ينعكس المنظر وفقًا لتقليد الكرات السماوية ، حيث يُظهر الكرة السماوية في منظر من "الخارج"

بابيلساغ هو أحد الآلهة الحارسة لمدينة إيسن في ميثولوجيا بلاد النهرين. ذكر بكونه أحد أزواج الإلهة نيسون وأحد رسل إنليل ولقب بالثور البري مع الأرجل الملونة. وقد تم ربطه بكوكبة الرامي.